# Astronomie persane

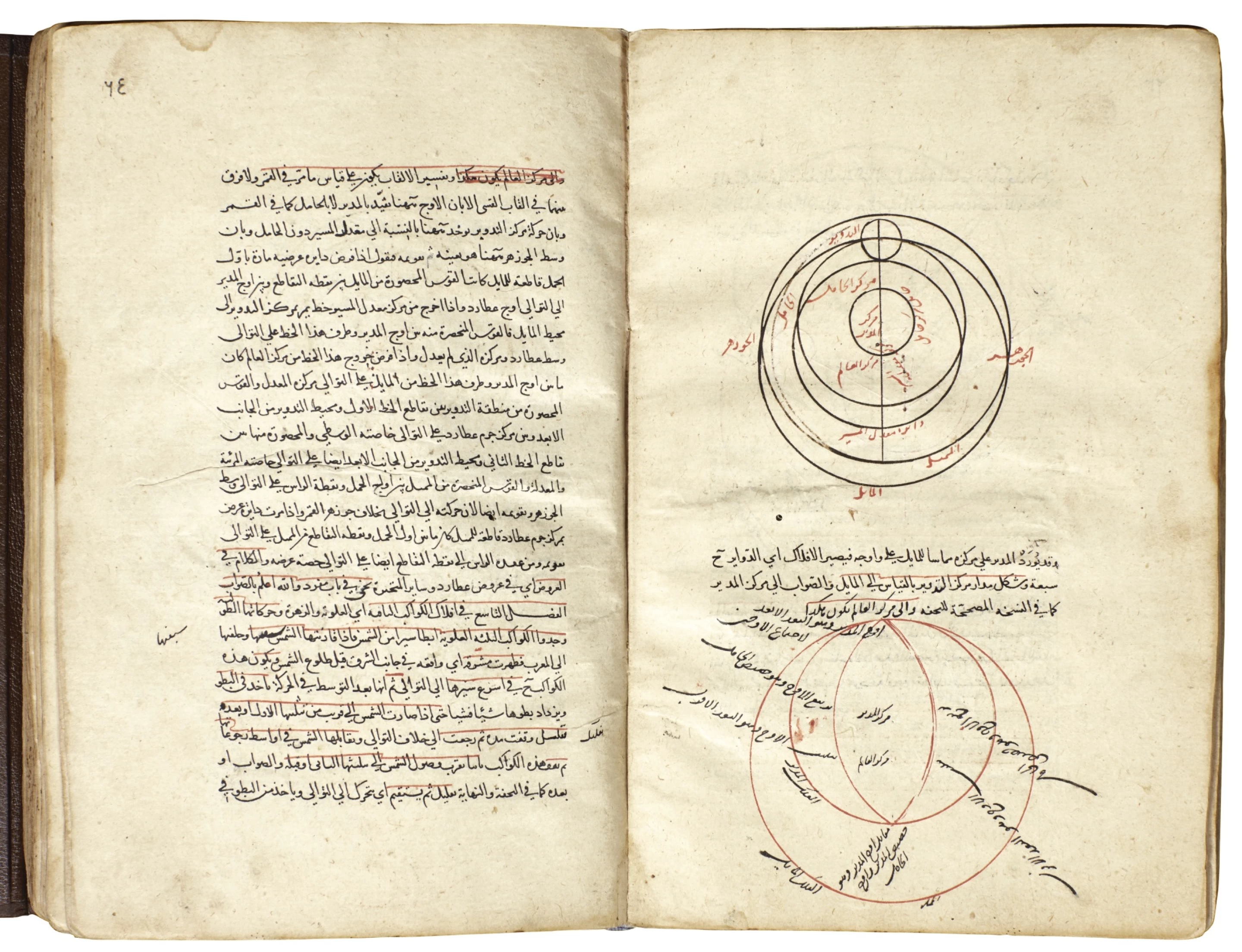
Manuscrit arabe traitant de l'astronomie écrit par Al-Sayyid al-Sharif.

L'astronomie persane ou astronomie iranienne est l'étude de l'astronomie dans lnuscria histoire de l'Iran et sa sphère culturelle.
Dans la Perse pré-islamique était célébrée Norouz, l'équinoxe de printemps, et nouvel an, Tirgan le solstice d'été, Mehregan (en) l'équinoxe d'automne, et Yaldā, le solstice d'hiver (ou la victoire de la lumière sur les ténèbres), dans différentes traditions et fêtes.
Le zij sont des manuels astronomique persans. Le Zîj-i Ilkhânî et le Zîj al-'Alâ'î en particulier ont une certaine concordance avec l'almanach de Trébizonde.
Différentes tablettes comportent des observations de Jupiter, sur des schémas, datant d'entre la 43e année du règne d'Artaxerxès II et la 13e année d'Alexandre le Grand.
Muhammad al-Fazari (environ VIIIe siècle — IXe siècle) est un astronome probablement persan, mais à qui certains attribuent la culture arabe, à qui on attribue le premier astrolabe du monde musulman. Il est également le traducteur en arabe de l'ouvrage d'astronomie indien « Brahmasphutasiddhanta ». Il pourrait être à l'origine de l'apport au monde arabo-musulman de la notion indienne que l'on appelle aujourd'hui le système de numération indo-arabe.